# Gran mapa polaco de Escocia

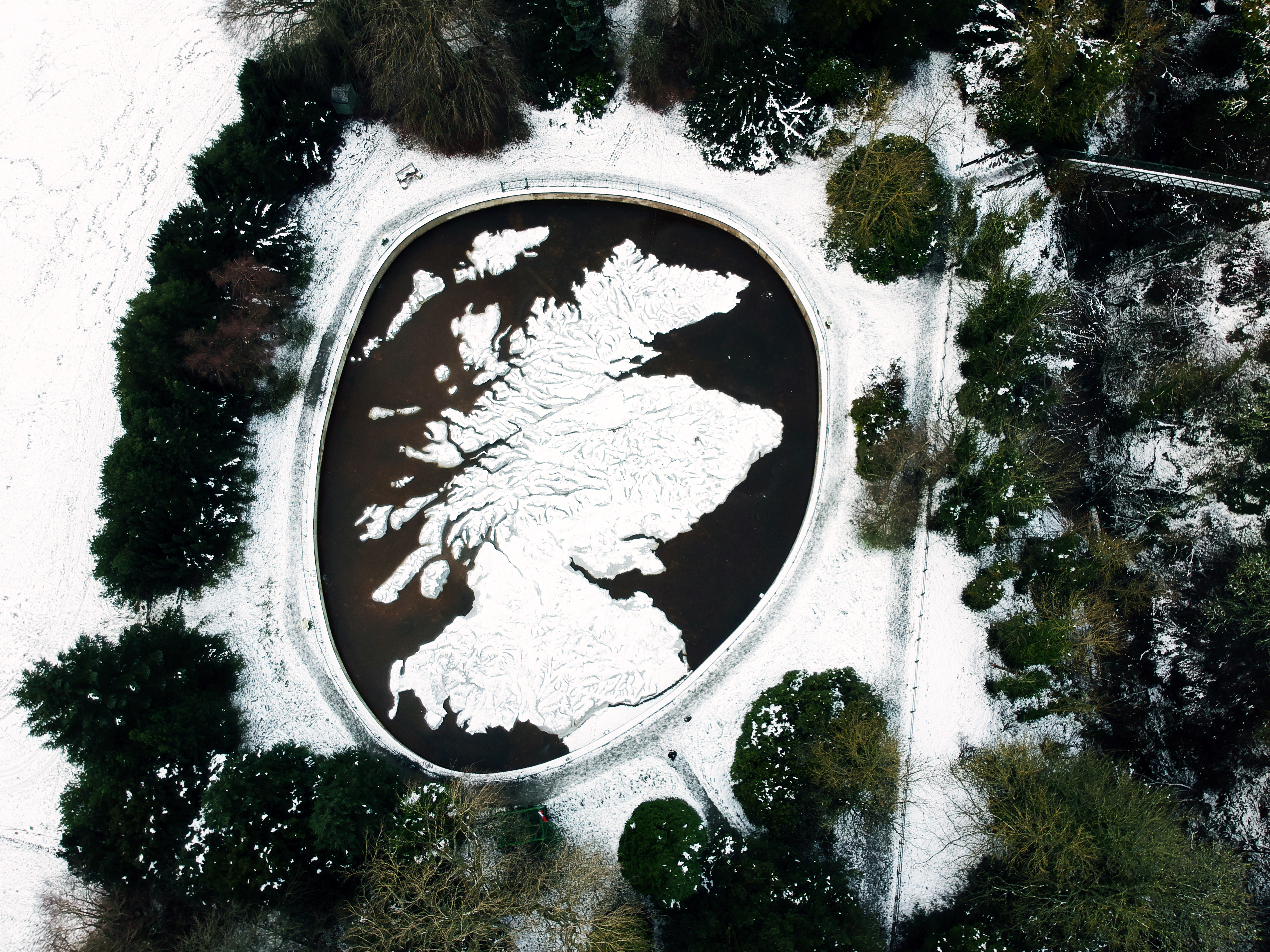
Vista aérea del Gran Mapa Polaco de Escocia, cubierto de nieve

El Gran mapa polaco de Escocia (en inglés: Great Polish Map of Scotland es un modelo tridimensional a escala de Escocia, ubicado en los terrenos del Castillo Barony, un hotel a las afueras del pueblo de Eddleston, en la región de Scottish Borders. También se lo conoce como Mapa Scotland (derivado del polaco mapa Szkocji) o Barony Map. Idea del veterano de guerra polaco Jan Tomasik, fue construido entre 1974 y 1979 y se dice que es el mapa en relieve más grande del mundo. La escultura es un edificio protegido de categoría B y está siendo restaurada por un grupo autodenominado Mapa Scotland.

## Idea y construcción

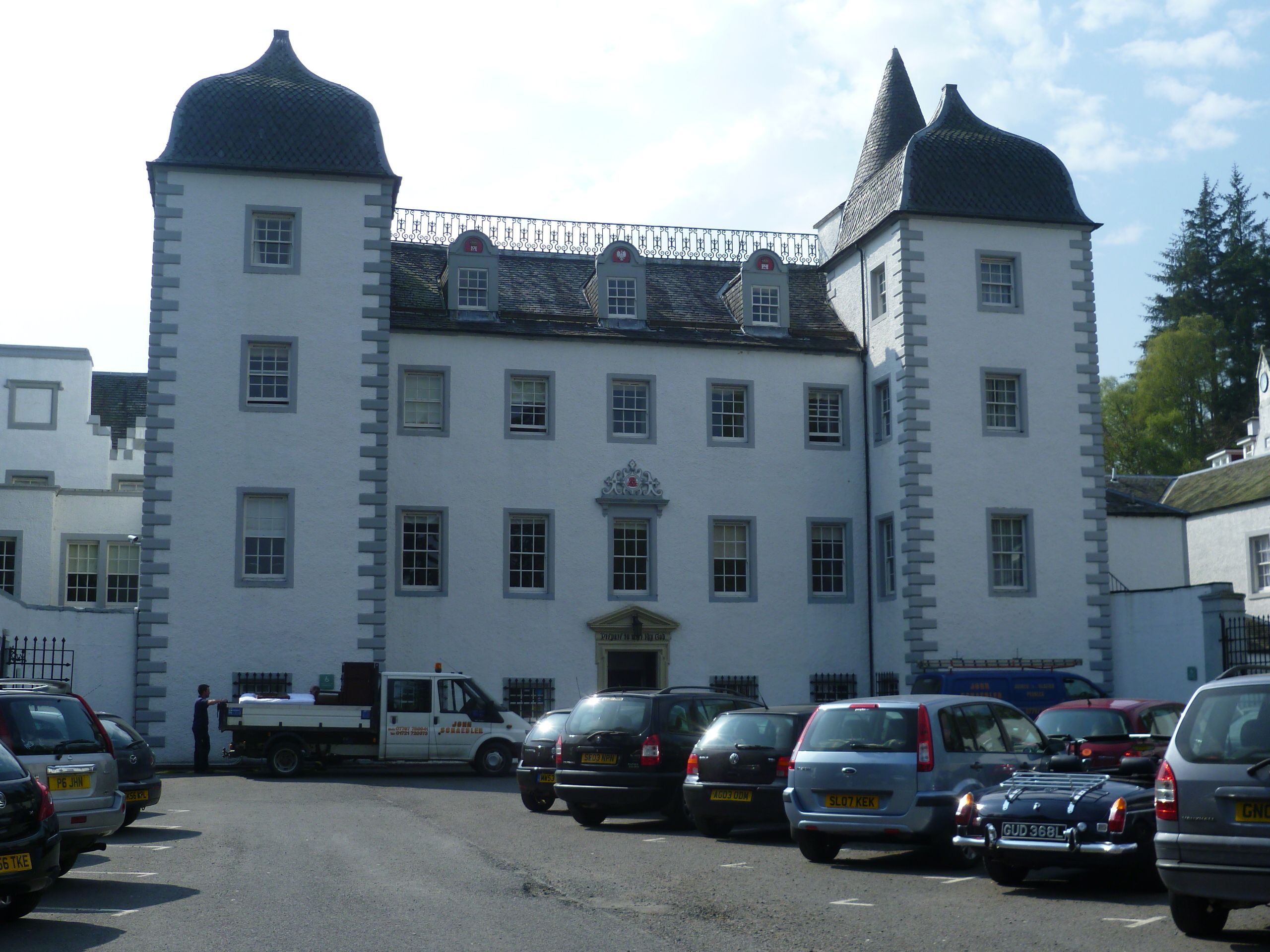
Castillo Barony

El mapa fue idea de Jan Tomasik, un sargento de la 1ª División Blindada, que durante la Segunda Guerra Mundial estuvo estacionado en Galashiels, a unos 22 km del castillo Barony. Las razones precisas por las que Tomasik creó el mapa no están claras. Se sabe que los soldados polacos crearon un mapa de Polonia sobre el terreno en Douglas en South Lanarkshire en 1940, en el mismo campamento donde Tomasik estaba estacionado después de llegar a Gran Bretaña. También se sabe que estaba fascinado por un mapa de Bélgica a gran escala, que vio en la Exposición Mundial de 1958 en Bruselas. Este mapa parece haber sido la inspiración directa para el mapa en el Castillo Barony, aunque también es posible que el modelo de guerra haya sido una influencia.
El mapa fue construido entre 1974 y 1979. Fue realizado principalmente con un pequeño grupo de polacos adscritos a la Universidad Jagellónica de Cracovia, liderados por Kazimierz Trafas, diseñador principal del mapa. Dicho personal contó con ayuda de los empleados del hotel y estudiantes polacos de intercambio en suelo británico.

## Dimensiones
El Gran mapa polaco de Escocia mide aproximadamente 50 por 40 metros. La zona de 'tierra' del Gran mapa polaco de Escocia es de 780 metros cuadrados. El mapa excluye a las islas Orcadas y Shetland, conocidas colectivamente como Islas del Norte.